# Зак Рандолф
Зак Рандолф (енгл. Zach Randolph; Марион, Индијана, 16. јул 1981), звани З-Бо, је амерички кошаркаш. Игра на позицијама крилног центра и центра, а тренутно је без ангажмана. Играо је кошарку за Државни универзитет Мичиген и био је драфтован 2001. од стране Портланд трејлблејзерса.

## Средњосколска каријера
Рандолф је одрастао у Мериону, Индијана и завршио Мерион средњу школу, где му је тренер био Мо Смедлеи. Као студент друге године, он је помогао у вођењу Марион Џајантса. Као сениор, он је поново довео свој тим до финалне утакмице у којој је Мерион гимназија освојила своју седму кошаркашку титулу. Он је други завршио у Индијаниној "Господин Кошарка" гласању те године, врло близу Џареда Џефриса, који је касније постао Рандолфов саиграч у Никсима.

## Колеџ каријера
После средње школе, Рандолф је играо кошарку за Државни универзитет Мичиген. Његови саиграчи на Мичигену су били Џејсон Ричардсон и Чарли Бел. У једној сезони за Мичиген, у просеку је давао 10,8 поена и имао 6,7 скокова по утакмици. Преко 33 игара, са тимом који завршио са скором 28-5 и отишао у NCAA финале. После те сезоне се пријавуио на NBA драфт 2001.

## НБА каријера

### Портланд Трејлблејзерси (2001—2007)
Он је драфтован од стране Трејлблејзерса у првом колу у 2001. У то време, су Блазерси стекао надимак "Џеил-Блејзерси". Настављајући његову колеџ каријеру, он је остао на крилној позицији. Године 2004 он је освојио награду играча који је највише напредовао, након чега је потписао уговор од 6 година, 84 милиона долара зе продужење са Блазерсима. Рандолф у просеку давао 23,6 поена и имао 10,1 скокова по утакмици у сезони 2006-07, коју је прекинуо у марту 2007. због повреде руке. Да би се испоставило да је његова завршна партија као играча Траил Блазера.

### Њујорк Никси (2007—2008)
Дана 28. јуна 2007, Рандолф је прешао за Никсе. Дана 2. јула 2007, Рандолф је представљен на конференцији за новинаре у Њујорку где је открио да ће носити дрес #50.

### Лос Анђелес Клиперси (2008—2009)
Дана 21. новембра 2008, он је прешао у Лос Анђелес Клиперсе са Марди Колинсом у замену за Ћутино Моблија и Тима Томаса. Током утакмице против Феникс Санса 17. фебруара 2009, Рандолф је избачен, и потом суспендован за ударање Луиса Амундсона у вилицу.

### Мемфис Гризлси(2009—2017)
Дана 17. јула 2009 , он је прешао у Мемфис у замену за Квентина Ричардсона. Рендолф је изабран да игра свој прву Ол-стар утакмицу 2010. и помогао Гризлсима да се побољшају упркос томе што се 2010. нису пласирали у плејоф . Дана 18. априла 2011 , Рандолф је пристало на уговор о четири године проширења са Гризлсима, у вредности од 71 милиона долара, са загарантована 66 милиона долара. Касније, Рандолф је именован за трећи тим НБА по први пут у својој каријери. Гризлси су ушли у плејоф 2011, као осмопласирани и елиминисали су најбоље пласирану екипу Сан Антонио у првом кругу. Серија од четири победе у плејоф историји за Гризлсе и први пут освојена плејоф серија. У одлучујућој шестој игри, Рандолф је постигао 31 поен, укључујући 17 у четвртој четвртини. Рандолф је онда довео Гризлсе до победе у другом колу плејоф серије, обележивши плејоф каријеру са 34 поена, кад су Гризлси поразили Оклахома Сити Тандер резултатом 114-101. Међутим, Гризлиси су пали у другом кругу после пораза од Тандера, резултатом 105-90.
У 2012, Рандолф и Гризлси су се суочили са Лос Анђелес Клиперсима у првом колу плејофа. Гризлси су изгубили серију у седам утакмица. Рандолф је именован за његову другу Ол-Стар утакмицу у сезони 2012-13. Дана 15. маја 2013 , Рандолф је помогао Гризлсима да победе Оклахома Сити, што је довело до првог пласирања у финале Западне конференције у историји Менфиса. У неизвесној утакмици против Тандера, Рандолф је постигао 28 поена и сакупио 14 скокова.

## Успеси

### Појединачни
- НБА Ол-стар меч (2): 2010, 2013.
- Идеални тим НБА — трећа постава (1): 2010/11.
- Играч НБА који је највише напредовао (1): 2003/04.